# Couarde
Die Couarde ist ein Fluss in Frankreich, der in der Region Centre-Val de Loire verläuft. Sie entspringt im Gemeindegebiet von Crevant, entwässert generell in nördlicher Richtung und mündet nach rund 22 Kilometern im Gemeindegebiet von Sarzay als rechter Nebenfluss in die Vauvre.

## Orte am Fluss
(Reihenfolge in Fließrichtung)
- Villegondoux, Gemeinde Crevant
- Montgenest, Gemeinde Pouligny-Notre-Dame
- La Séchère, Gemeinde Chassignolles
- Le Montet, Gemeinde Pouligny-Saint-Martin
- Le Magny
- Vauvet, Gemeinde La Châtre
- Chenil, Gemeinde Sarzay